# Adolphe Ledoux
Pour les articles homonymes, voir Ledoux.

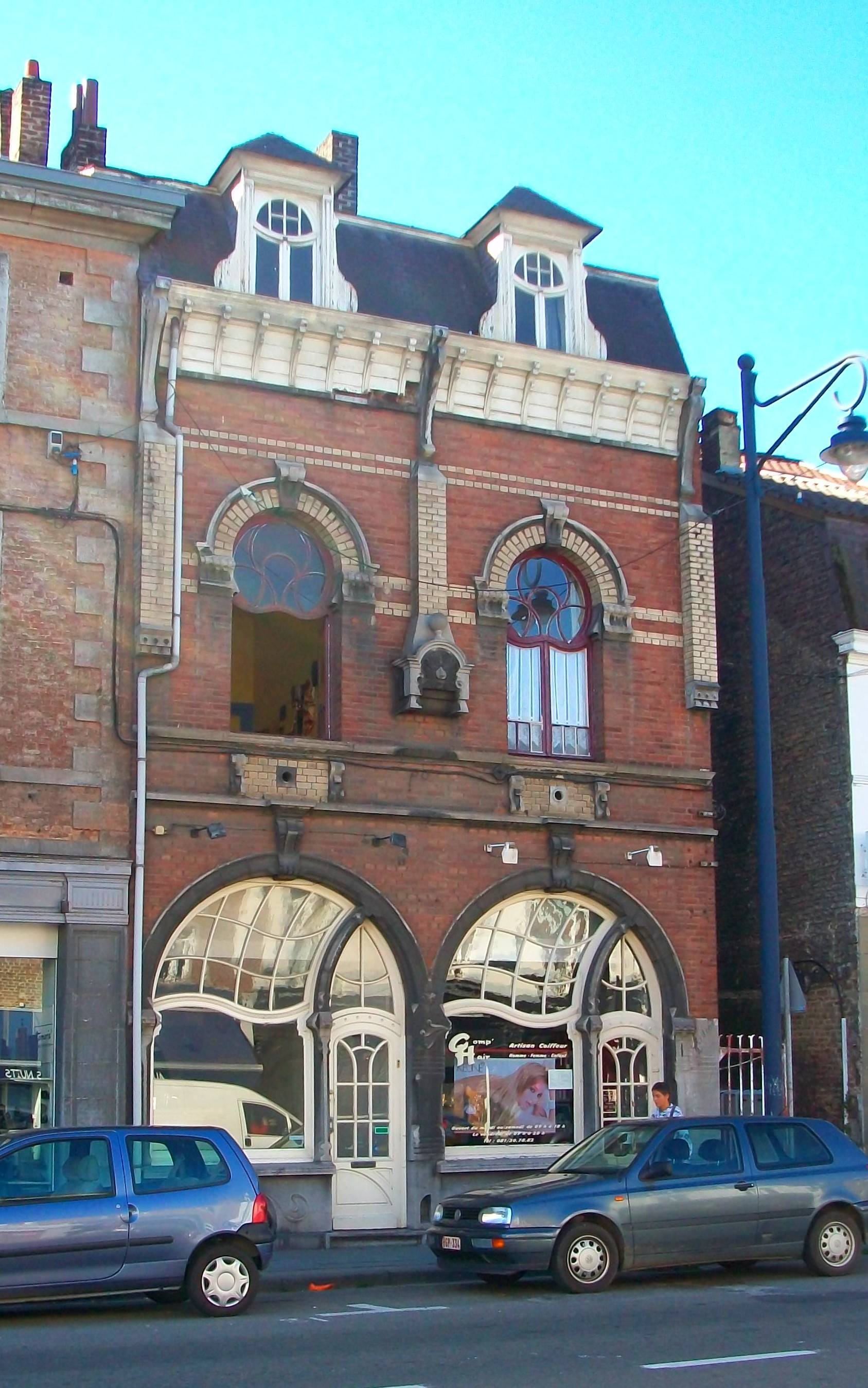
Jambes, Maison aux deux vitrines, avenue Jean Materne, 82/84 (A. Ledoux, 1909)

Adolphe Ledoux (né à Burdinne le 8 décembre 1883 et mort à Namur le 16 octobre 1969) est un architecte belge de la période Art nouveau actif à Namur.

## Biographie
Après avoir suivi les cours de l'Académie royale des beaux-arts de Bruxelles, Adolphe Ledoux effectua son stage d'architecte chez l'architecte Edouard Van Gheluwe.
Il construisit plusieurs maisons Art nouveau à Jambes (dans la banlieue de Namur), dont la plupart sont ornées de sgraffites de Paul Cauchie.
Après 1918, il se détourna de la profession d'architecte et devint entrepreneur. C'est lui qui construira la bibliothèque de l'abbaye de Maredsous, les cuisines et la Clairière, premier lieu d'accueil des visiteurs de l'abbaye. Une plaque à sa mémoire se trouve dans le portique d'entrée de l'abbaye.
L'un de ses fils, José, est également architecte : on lui doit, entre autres, la Maison de la culture de Namur et la Tour Reyers à Bruxelles.
L'un de ses petits-fils, Jean-Pierre, architecte lui-aussi, a réalisé le nouvel Hôtel de ville de Namur.

## Immeubles de style « Art nouveau floral »
- 1906 : maison de commerce, rue de la Gare Fleurie n° 4 (actuellement nr. 8)(abritant actuellement un café)
  - façade de briques peintes en blanc avec ornements de couleur dorée
  - superbe balcon en fer forgé orné de motifs floraux et végétaux semblables à ceux de la grande porte et des balcons du n°10 (actuellement nr. 14)
  - grande baie tripartite, ornements Art nouveau dorés de part et d'autre des fenêtres des étages
  - corniche

- 1906 : rue de la Gare Fleurie n° 6 (actuellement nr. 10)
  - superbe sgraffite de Paul Cauchie (tête de femme)
  - superbes boiseries des fenêtres, porte surmontée d'une baie d'imposte ovale
  - oriel sur deux étages

- 1906 : maison de maître, rue de la Gare Fleurie n° 10 (actuellement nr. 14)
  - porte principale en fer forgé ornée de motifs floraux et végétaux
  - porte de service en bois et fer forgé avec baie d'imposte circulaire
  - cinq balcons en fer forgé orné de motifs floraux et végétaux semblables à ceux du grand balcon du n° 4 (actuellement nr. 8)(café)
  - petits sgraffites de Paul Cauchie sur l'allège des fenêtres
  - corniche et consoles

- 1907 : « Villa Bagatelle » rue Tillieux, 54 (anciennement n° 52)
  - maison en briques jaunes avec arcs de décharge des baies en briques noires
  - sgraffite rouge et or « Villa Bagatelle » avec feuilles de chêne et marguerites[2]
  - sgraffite rouge et or sous le balcon avec tête de diable, feuilles de chêne et marguerites
  - porte, poignée de porte, balcon en fer forgé

- 1907 : rue Tillieux, 56
  - maison en briques jaunes avec arcs de décharge des baies en briques noires
  - sgraffites rouge et or avec feuilles et fleurs de marronniers au-dessus de la porte et sous le balcon[2]
  - baies géminées du dernier étage entourées d'un grand arc outrepassé en briques noires

- 1908 : « Villa à l'oiseau bleu » rue de Dave, 92
  - immeuble en ruines, ouvert à tous vents
  - plusieurs sgraffites très abîmés de Paul Cauchie dont le sgraffite « À l'oiseau bleu »

- 1908 : « Villa Gaby » rue de Dave, 94 
  - villa construite pour Honoré Lambin[3], qui lui a donné le nom de sa fille Gaby
  - sgraffites de Paul Cauchie dont le sgraffite tripartite « Villa Gaby »
  - corniche, sous-pente avec consoles en bois
  - éventail en verre séparant la « Villa Gaby » et la « Villa Marcel »

- 1908 : « Villa Marcel » rue de Dave, 96
  - villa construite pour Honoré Lambin[3], qui lui a donné le nom de son fils Marcel
  - sgraffites de Paul Cauchie dont le sgraffite tripartite « Villa Marcel »

- 1908-1909 : double maison de commerce, avenue Materne, 84 (Maison aux deux vitrines)
  - classée en 1992 pour ses deux remarquables devantures commerciales[3]
  - corniche

## Immeubles de style éclectique
- 1907 : rue Tillieux, 58
  - rez-de-chaussée en grès
  - étages peints en rouge avec galerie couverte au dernier étage
  - ornements Art nouveau de part et d'autre des fenêtres du premier étage

- maison de maître, rue Prinz, 53